# Echoes of Silence (album)
Az Echoes of Silence The Weeknd harmadik mixtape kiadványa, ami 2011-ben jelent meg.

## Számlista
| #  | Cím               | Hossz |
| -- | ----------------- | ----- |
| 1. | D.D.              | 4:35  |
| 2. | Montreal          | 4:10  |
| 3. | Outside           | 4:20  |
| 4. | XO/The Host       | 7:23  |
| 5. | Initiation        | 4:20  |
| 6. | Same Old Song     | 5:12  |
| 7. | The Fall          | 5:45  |
| 8. | Next              | 6:00  |
| 9. | Echoes of Silence | 4:02  |